# Nagroda Steele’a
Nagroda Leroya P. Steele’a jest przyznawana co roku przez Amerykańskie Towarzystwo Matematyczne, za wybitne prace badawcze i pisma w zakresie matematyki. Od 1993 r. nastąpił formalny podział na trzy kategorie.
Nagroda została ufundowana w 1970 r. z zapisu Leroya P. Steele’a, na cześć matematyków George’a Davida Birkhoffa, Williama Fogga Osgooda i Williama Caspara Grausteina. Zasady przyznawania nagrody zmieniały się w 1976 i 1993 roku, jednak pierwotny cel, jakim jest docenienie wyjaśniających badań został zachowany. Nagroda w wysokości 5000 dolarów amerykańskich nie są wręczane na stricte krajowym poziomie, jednak odnoszą się do działalności matematycznej w Stanach Zjednoczonych i pism w języku angielskim (oryginalnie lub w tłumaczeniu).

## Laureaci

### Nagroda Steele’a za całokształt osiągnięć
- 2021: Spencer Bloch(inne języki)
- 2020: Karen Uhlenbeck
- 2019: Jeff Cheeger
- 2018: Jean Bourgain
- 2017: James Arthur
- 2016: Barry Simon(inne języki)
- 2015: Victor Kac(inne języki)
- 2014: Phillip Griffiths
- 2013: Jakow Sinaj
- 2012: Ivo Babuška(inne języki)
- 2011: John Milnor
- 2010: William Fulton(inne języki)
- 2009: Luis Caffarelli
- 2008: George Lusztig
- 2007: Henry P. McKean(inne języki)
- 2006: Frederick W. Gehring(inne języki), Dennis P. Sullivan
- 2005: Israel M. Gelfand
- 2004: Cathleen Synge Morawetz
- 2003: Ron Graham(inne języki), Victor Guillemin(inne języki)
- 2002: Michael Artin(inne języki), Elias Stein
- 2001: Harry Kesten(inne języki)
- 2000: Isadore M. Singer
- 1999: Richard V. Kadison(inne języki)
- 1998: Nathan Jacobson(inne języki)
- 1997: Ralph S. Phillips(inne języki)
- 1996: Gorō Shimura
- 1995: John Tate
- 1994: Louis Nirenberg
- 1993: Eugene B. Dynkin(inne języki)

### Nagroda Steele’a za wykład matematyczny
- 2021: Noga Alon, Joel H. Spencer(inne języki)
- 2020: Martin R. Bridson(inne języki), André Haefliger(inne języki)
- 2019: Philippe Flajolet(inne języki) (pośmiertnie), Robert Sedgewick(inne języki)
- 2018: Martin Aigner(inne języki), Günter Ziegler(inne języki)
- 2017: Dusa McDuff(inne języki), Dietmar Salamon(inne języki)
- 2016: David Cox, John Little(inne języki), Donal O’Shea(inne języki)
- 2015: Robert Lazarsfeld(inne języki)
- 2014: Dmitri Burago(inne języki), Yuri Burago(inne języki), Sergei V. Ivanov(inne języki)
- 2013: Johna Guckenheimer  i Philip Holmes(inne języki)
- 2012: Michael Aschbacher(inne języki) i Richard Lyons i Steve Smith i Ronald Solomon(inne języki)
- 2011: Henryk Iwaniec
- 2010: David Eisenbud(inne języki)
- 2009: Ian G. Macdonald(inne języki), za książkę Symmetric functions and Hall polynomials
- 2008: Neil Trudinger
- 2007: David Mumford
- 2006: Lars V. Hörmander
- 2005: Branko Grünbaum(inne języki)
- 2004: John Milnor
- 2003: John B. Garnett(inne języki)
- 2002: Yitzhak Katznelson(inne języki)
- 2001: Richard P. Stanley(inne języki), za dwutomowe wydanie Enumerative Combinatorics
- 2000: John Horton Conway
- 1999: Serge Lang
- 1998: Joseph H. Silverman(inne języki)
- 1997: Anthony W. Knapp(inne języki)
- 1996: Bruce C. Berndt(inne języki), William Fulton(inne języki)
- 1995: Jean-Pierre Serre
- 1994: Ingrid Daubechies
- 1993: Walter Rudin, za książki Principles of Mathematical Analysis i Real and Complex Analysis

### Nagroda Steele’a za znaczący wkład w badania
- 2021: Murray Gerstenhaber(inne języki)
- 2020: Craig Tracy(inne języki), Harold Widom(inne języki)
- 2019: Haruzo Hida(inne języki)
- 2018: Siergiej Fomin, Andrej Zelevinsky
- 2017: Leon Simon(inne języki)
- 2016: Andrew Majda(inne języki)
- 2015: Rostislav Grigorchuk(inne języki)
- 2014: Luis Caffarelli, Robert V. Kohn(inne języki), Louis Nirenberg
- 2013: Saharon Szelach
- 2012: William Thurston
- 2011: Ingrid Daubechies
- 2010: Robert Griess(inne języki)
- 2009: Richard S. Hamilton
- 2008: Endre Szemerédi
- 2007: Karen Uhlenbeck
- 2006: Clifford S. Gardner(inne języki), John M. Greene, Martin D. Kruskal(inne języki), Robert M. Miura(inne języki)
- 2005: Robert Langlands
- 2004: Lawrence C. Evans(inne języki) i Nicolai V. Krylov(inne języki)
- 2003: Ronald Jensen i Michael Morley(inne języki)
- 2002: Mark Goresky(inne języki) i Robert MacPherson(inne języki)
- 2001: Leslie F. Greengard(inne języki) i Vladimir Rokhlin(inne języki)
- 2000: Barry Mazur
- 1999: Michael G. Crandall(inne języki), John F. Nash
- 1998: Herbert Wilf i Doron Zeilberger(inne języki)
- 1997: Michaił Gromow
- 1996: Daniel Stroock(inne języki) i S.R. Srinivasa Varadhan
- 1995: Edward Nelson(inne języki)
- 1994: Louis de Branges(inne języki)
- 1993: George Daniel Mostow(inne języki)